# Mülltonnenbox

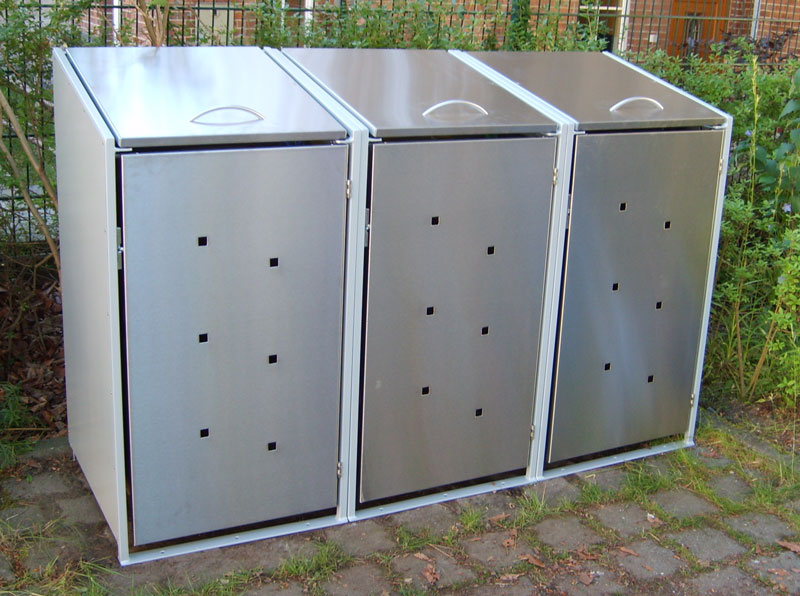
Mülltonnenbox mit Klappdeckel für drei Mülltonnen

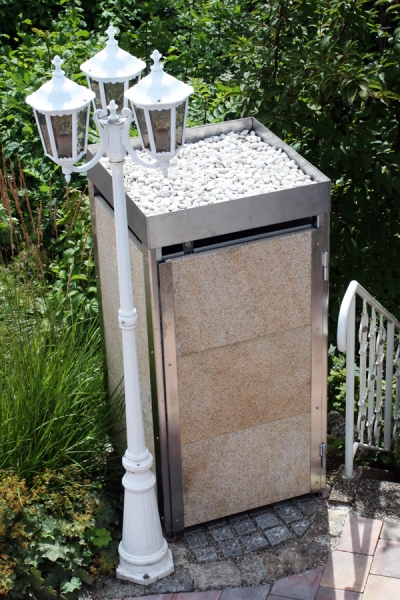
Individuell befüllbare Mülltonnenbox

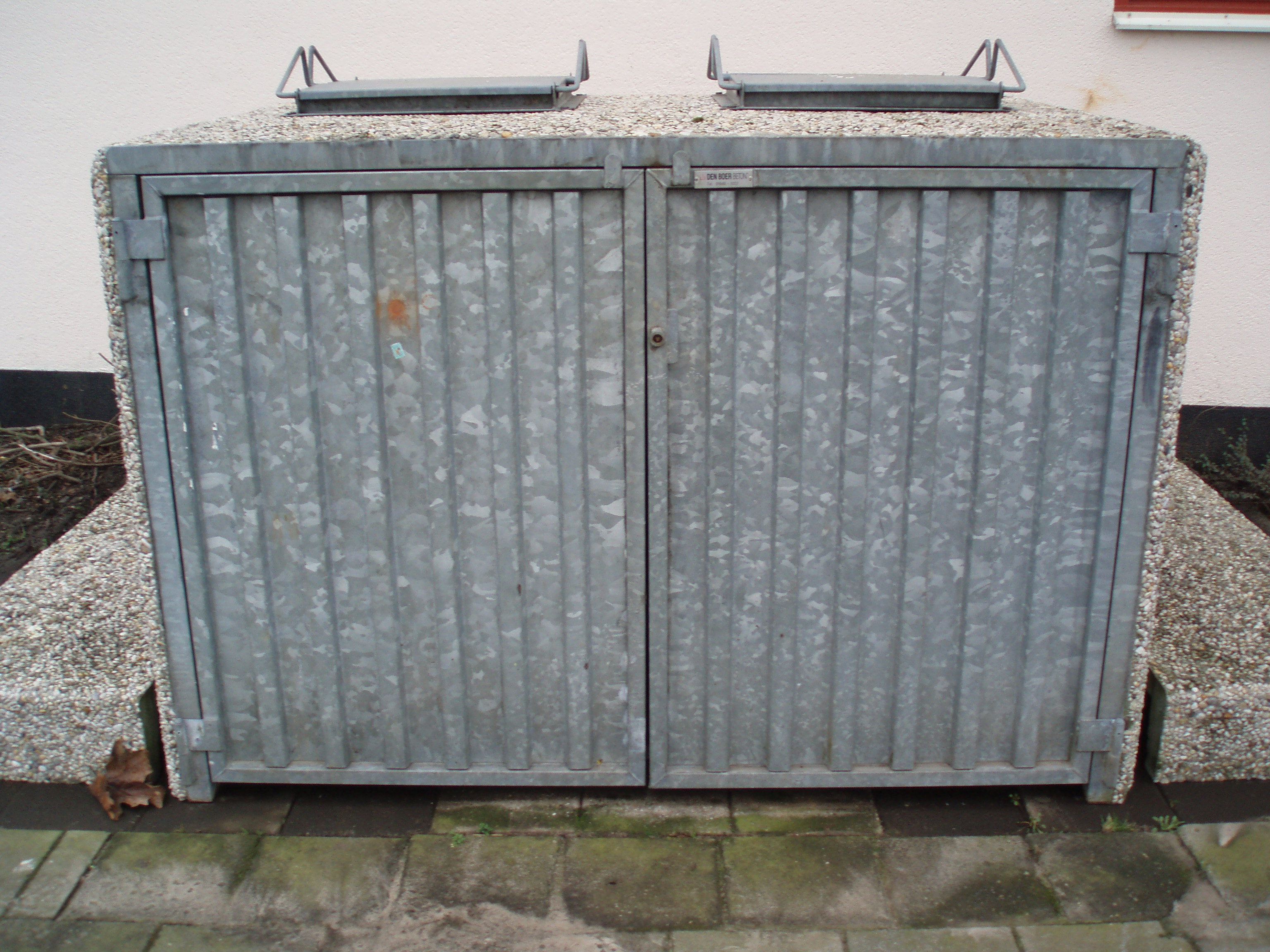

Eine Mülltonnenbox oder auch Müllbox ist ein Container bzw. eine Verkleidung für die üblichen Mülltonnen bzw. Abfallbehälter und kann je nach Hersteller aus Kunststoff, Holz, Stein, Stahlblech, Aluminium oder Edelstahl gefertigt sein.

## Mögliche Einsatzzwecke
- Schutz vor Witterungseinflüssen wie z. B. Sonneneinstrahlung oder Schnee
- Vermeidung von unangenehmen Gerüchen
- Schutz vor Fremdzugriff
- optische Gründe (z. B. als Sichtschutz für die Mülltonnen)

## Ausstattungsvarianten
Je nach Hersteller variiert die Mülltonnenbox in ihrer Bauweise bzw. in ihrer Ausstattung.
- Es existieren Mülltonnenboxen für eine sowie mehrere Mülltonnen. Je nach Fassungsvermögen der verfügbaren Mülltonnen von 90, 120 und 240 Litern, sind verschiedene Boxen notwendig.
- Die Mülltonnenbox kann mit einer Tür versehen oder lediglich als Unterstand gestaltet sein. Die Mülltonne ist beispielsweise bei Boxen aus Streckmetall oder Holzlatten teilweise sichtbar.
- Der Schließmechanismus der Tür ist entweder aufgesetzt oder versteckt. Versteckte Mechanismen werden mittels Druckfedern, Magneten oder hintenliegende Klinken umgesetzt. Teilweise sind Schlösser enthalten.
- Mülltonnenboxen können höhenverstellbare Füße besitzen. Ist dies nicht der Fall, muss vor der Aufstellung ein ebenes Fundament gelegt werden.
- Entweder besitzen die Boxen ein Dach oder eine Pflanzwanne. Letztere enthält meist einen Ablauf. Teilweise ist dieser zusätzlich verstärkt, um einen Ablaufschlauch anbringen zu können.
- Zur Befüllung gibt es grundsätzlich drei Methoden. Zum einen lässt sich bei manchen Boxen der Mülltonnendeckel ausreichend öffnen. In diesem Fall kann über eine Umlenkung der Deckel automatisch bei Öffnung der Türe mitgeöffnet werden. Zum anderen kann ein Fangseil angebracht werden, wodurch die Mülltonnenbox bis zu einem gewissen Winkel herausgekippt werden kann. Eine weitere Möglichkeit ist, dass sich ein Deckel auf der Oberseite befindet, der mit dem Deckel der Mülltonne verbunden wird.

## Typen von Mülltonnenboxen
Durch das verwendete Material werden die vorhandenen Eigenschaften klassifiziert.
- Kunststoff – sehr preiswert

Kunststoff ist in vielen verschiedenen Farben und Oberflächenbeschaffenheiten verfügbar. Diese Mülltonnenboxen können jedoch bei Witterungseinflüssen reißen oder ausbleichen. Dieses Material ist pflegeleicht und im Regelfall die preiswerteste Variante.
- Holz – besonders preiswert.

Sind einfach aufzustellen und benötigen kein zusätzliches schweres Equipment wie z. B. einen Kran. Nachteile sind die kurze Lebensdauer und die Notwendigkeit häufiger Pflege.
- Beton – weit verbreitet, mittleres Preissegment

Boxen aus Beton sind relativ langlebig und Hersteller bieten unterschiedliche Veredelungs- und Gestaltungsmöglichkeiten an. Das hohe Eigengewicht und die fehlenden Stellfüße erfordern das das Legen eines Fundaments. Oftmals fehlen Lüftungsschlitze, wodurch unangenehme Gerüche entstehen können.
- Blech – mittleres Preissegment

Hervorzuheben sind die farblichen Gestaltungsmöglichkeiten und das geringe Eigengewicht. Von Nachteil ist die hohe Empfindlichkeit gegenüber Kratzern und Stößen.
- Edelstahl – hoher Preis

Wirken hochwertig und sind rostfrei.